# 松竹大船撮影所
松竹大船撮影所（しょうちくおおふなさつえいじょ）は、1936年1月15日から2000年6月30日まで神奈川県鎌倉市大船にあった映画スタジオ。現代劇を担当していた。

## 概要

### 蒲田からの移転
松竹キネマは1920年（大正9年）の創立当時から、東京市蒲田区（現・東京都大田区）の蒲田撮影所で撮影をしていたが、サイレント映画からトーキー（音声を同時収録する映画）へ完全移行していく1935年（昭和10年）頃には、蒲田の町工場の騒音が撮影に影響するようになる。特に、満州事変以後軍需に関わる工場が多くなり、蒲田撮影所の近所にあった新潟鉄工所がディーゼルエンジンを製作する騒音がひどかったという。このほか、松竹の経営上の問題により増資の未払い分を徴収する口実が必要で、新たな撮影所を建設する必要があったという。移転先の候補地として、松竹相談役の根津嘉一郎が社長を務めていた東武鉄道沿線や、小田急沿線の林間都市、市長から視察を依頼された平塚市などがあがったがいずれも適当ではなく、蒲田から1時間程度の範囲で探し、山・川・海が近く、横浜・箱根のロケが可能であり、東海道線・横須賀線が利用できる大船を移転先の予定地とした。
このような経緯を経て、1936年（昭和11年）1月に大船に移転する。当時は神奈川県鎌倉郡大船町（1948年（昭和23年）6月鎌倉市に編入）であり、一帯は元競馬場跡地であった。大船ではハリウッドのような世界的映画都市建設を目指し、宅地開発を行うなど新しい町づくりも始められた。実業家菅原通済が移転を支援し地元と交渉を進めた。
1月16日朝、監督や俳優、松竹の幹部や従業員たちを乗せた乗用車とボンネットバス約40台の車列は、蒲田を出発し、六郷橋、横浜を経由して大船に到着した。開所式では大谷竹次郎社長が「大船映画も当然日本映画を代表するものでなければならない」と語った。
移転時には、新聞社から寄贈された桜の苗木1200本を植樹した。そのため桜の名所として撮影所で毎年のように桜祭りが開催された。

### 誕生した作品
スタジオでは、同時に8作品の映画撮影が可能であり、事務所、現像場、録音室など49棟の施設を有し、世界有数の規模だった。移転後の初製作映画は1936年4月に公開された『家族会議』である。
移転翌年の1937年に日中戦争が始まり、1938年には興行時間の短縮などを定めた映画法が施行され、大船でも戦意高揚映画の撮影が始まった。「愛染かつら」（1938年公開）の大ヒットで、大船撮影所の名前が全国に知られるようになった。
小津安二郎もこの撮影所で製作を行い、1936年に『一人息子』、戦後の1949年には『晩春』、1951年に『麦秋』を発表。1953年には『東京物語』が生まれた。
1951年には日本初の長編カラー作品「カルメン故郷に帰る」が製作された。
大船で撮影された作品は、1953年に54本、1959年には56本を数え、次々と映画を生み出す「夢の工場」といわれた。最盛期には1200人のスタッフが詰め、監督の名を冠した4、5組のチームが同時に動いていた。
松竹の看板映画だった『男はつらいよ』シリーズはこのスタジオで製作された。
テレビドラマでは、テレビ朝日の2時間ドラマ『土曜ワイド劇場』の人気シリーズだった『江戸川乱歩の美女シリーズ』が大船撮影所で制作されており、撮影所のあった大船を含む鎌倉市内や、近隣の藤沢市などもロケ地に使われている。1990年代になると、松竹京都映画が担当していた『赤かぶ検事奮戦記』や『江戸中町奉行所』が大船撮影所に移管され、当該作品のテイストが変わった事象が起きた。
1986年、撮影所創立50周年を記念し、ワーナー・ブラザース社と姉妹スタジオ提携を結んだ。また、50周年記念作品として「キネマの天地」が製作された。「キネマの天地」の野外セットは横浜市金沢区の住宅造成地につくられ、1933年（昭和8年）ごろの松竹蒲田撮影所が再現された。

### テーマパークの開設と撮影所の閉鎖
1995年に敷地の一部にテーマパーク「鎌倉シネマワールド」を開設するが3年で閉鎖した。ここで展示されていた『男はつらいよ』のセットの一部は、東京都葛飾区柴又にある「葛飾柴又寅さん記念館」に移設された。跡地を取得した鎌倉女子大学の一部にもパネルが置かれていたが、2010年代に保存のために撤去された。
渥美清の死後、『男はつらいよ』シリーズの続行不可能などにより松竹の経営は悪化し、1999年10月、2000年6月30日をもっての閉鎖を発表し、実施された。大手映画会社の撮影所としては、1986年の大映京都撮影所に次いで戦後2例目の完全閉鎖である。
本撮影所で撮影された最後の作品は山田洋次『十五才 学校IV』（2000年公開）で、2000年4月10日にクランクインし、6月23日に撮影所での最終カットを収録した。6月26日に閉所式が開催され、近隣住民も含め約700人が参加した。鈴木清順、三國連太郎、丹波哲郎、小山明子らが出席し、倍賞千恵子があいさつをした。式典の一環で、撮影所に隣接する鎌倉芸術館ホールにて、蒲田撮影所からの引越し映像や松竹映画約40本のダイジェストを含めた「大船映画総集編」が上映された。2000年7月にはNHKで『十五才 学校IV』のスタッフを追ったドキュメンタリー「さよなら映画のふるさと 大船撮影所」が放送された。撮影所での総作成本数は1,495本であった。
『男はつらいよ』終了後の松竹の主力映画だった『釣りバカ日誌』は東映東京撮影所（東京都練馬区）で撮影されていた。
撮影所の閉鎖後、江東区新木場に約1万平方メートルの用地を確保し、新スタジオを建設する計画があったが、頓挫している（ネガ・プリント倉庫のみが完成した）。
現在、松竹大船撮影所があったことを示すものは、「松竹通り」という通りの名前と、イトーヨーカドー大船店すぐ近くの「松竹前」という交差点名・バス停名・「松竹前町内会」、及び砂押川に架かる「松竹大通橋」「松竹第二号橋」などの橋名だけである。
撮影所のプロダクション機能は、松竹本社内に設立された「映像製作部・新撮影所準備室」を経て、「松竹撮影所株式会社」と、松竹本社内の「映像企画部・演出グループ」に分離されている。

## 年表
- 1934年（昭和9年）：大船で地鎮祭、松竹映画都市株式会社創立[24]。
- 1936年（昭和11年）：大船撮影所開所、敷地3万坪[22]。城戸四郎所長[22][24]。
- 1945年（昭和20年）：敗戦。従業員組合結成[22][24]。
- 1946年（昭和21年）：第3、第4ステージ焼失[22][24]。
- 1952年（昭和27年）：1月16日未明[25]の火災により、事務所本館が全焼・焼失[24]。
- 1955年（昭和30年）：特撮ステージ完成[24]。
- 1962年（昭和37年）：定年制切り下げ（55歳）反対[24]スト。292名退社[22]。
- 1963年（昭和38年）：第9、10ステージ完成[24]。
- 1966年（昭和41年）：合理化反対闘争[24]。162名退社[22]。
- 1976年（昭和51年）：撮影所合理化[22]へ、機構改革[24]。6月、26名1年間の自宅待機[26]。
- 1977年（昭和52年）：大船撮影所を分離、松竹映像(株)（4月7日設立[27]）となる[22][24]。
- 1981年（昭和56年）：6月、大船ショッピングセンターオープン[22][24]。
- 1988年（昭和63年）：4月8日[27]、(株)大船撮影所設立[24]。
- 1991年（平成3年）：6月、松竹映像(株)は(株)大船撮影所に移行。プロデューサーは本社映画制作部へ移動して企画・製作を一本化[26]。
- 1993年（平成5年）：10月、鎌倉芸術館開館[22][24]。
- 1995年（平成7年）：10月10日、鎌倉シネマワールドオープン[22][24]。
- 1996年（平成8年）：8月13日、撮影所第9ステージで「渥美清（4日死去）さんお別れ会」[28]。
- 1998年（平成10年）：12月16日、鎌倉シネマワールド閉鎖[22][24]。
- 1999年（平成11年）：大船撮影所敷地を鎌倉女子大学に全面売却[22][24]。10月27日発表、12月契約書締結[29]。
- 2000年（平成12年）：6月30日、大船撮影所閉鎖[22][24]。10月31日、(株)大船撮影所解散[27]。
- 2003年（平成15年）：4月、鎌倉女子大学大船キャンパス開校[30]。

## 大船調
撮影所長の城戸四郎は「松竹大船調」という独特のスタイルを大船で確立した。かつて俳優といえば男優のことだったが、城戸は邦画界で初めてホームドラマに欠かせない女優を起用し、「大船調」の素地となった。また、制作費をかけたくない木戸は、費用のかさむロケを避けてセット撮影を優先した。このことが、ホームドラマや喜劇のつくりやすさにつながった。大船調の代表的な作品として、「東京物語」など一連の小津安二郎作品や「男はつらいよ」「喜びも悲しみも幾歳月」などがあげられる。撮影所名を冠した言葉はほかの映画会社の作品には見られない。元松竹プロデューサーの升本喜年は、大船調について「ささやかな笑いや悲しみ、日常を描いた作品。いわばホームドラマだ」と述べ、テレビにホームドラマが増えたことで「大船調」のお株を奪われたと評している。
こうした特徴的な映画を生み出した大船撮影所は、その「大船」という地名そのものも、撮影所の代名詞として成立していたと言える。特に1999年の売却の際の新聞見出しが「松竹、『大船』を売却へ」「松竹、『大船』売却を検討」などであったことから、終焉の時期とはいえ、最期まで大船が撮影所を指し示す用語として定着していたと言える。

## 施設
- 映画スタジオ
- 鎌倉シネマワールド - テーマパークとして作られた
- 神奈川メディアセンター - 鎌倉市大船6丁目3番53号 大船松竹ビル　撮影所の敷地内（裏山の反対側）にあったポストプロダクションスタジオ。
会社設立は1994年11月16日[32]。建物完成は1996年3月29日[33]。神奈川県などの出資で設立された第三セクター会社。ケーブルテレビの番組制作・支援が主業務だった。2007年7月、松竹が全株を買い取り100%子会社とし「(株)松竹デジタルセンター[27]」とした上で高輪に全機能を移転、退去した。同一建物に松竹が出資した「株式会社鎌倉ケーブルコミュニケーションズ」が存在し、事業譲渡（2007年2月）・商号変更（2012年10月）の後も「ジェイコム鎌倉」「ジェイコム湘南・神奈川」として存続した。

- 大船社宅 - 鎌倉市大船2丁目23番7号[34]
敷地内外周辺にいくつもの松竹の社宅があったが、その最後まで残っていたもの。4階建て。2012年1月23日に売却され[34]、現在は別のマンションが建っている。

- 信貴山（しぎさん）社 - 撮影所内にあった毘沙門天で、蒲田から移されてきた。2002年6月の撮影所閉鎖時に魂を抜く遷座式が行われた[35]。
松竹大船撮影所落成記念の碑 - 信貴山社内にあった石碑。撮影所閉鎖後は隣接する砂押川プロムナードに移設されている。表には「櫻樹壱千貳百本／贈 松竹大船撮影所落成記念／昭和十一年四月一八日」の文字が、裏には桜を寄贈した10社の新聞社名（東京日々新聞社　國民新聞社　日本電報通信社　東京朝日新聞社　報知新聞社　都新聞社　讀賣新聞社　中外商業新報社　東京毎夕新聞社　時事新報社）が刻まれている[36]。

- 山蒼（さんそう）稲荷神社 - 鎌倉市大船2丁目21番6号
1934年（昭和9年）、松竹が撮影所を建設・進出するにあたって丘の上にあった社殿を現在地に遷した[37]。369平方メートルの土地は松竹の所有で、神社や社務所兼集会所は地元町会が建てたもの[37]。2019年には「松竹前町内会」をはじめとする地元住民らが石製の鳥居を新調した[38]。2025年には敷地内に商住一体型施設「kuguru（くぐる）」を建設[39]し、11月の竣工・入居開始を予定している[40]。

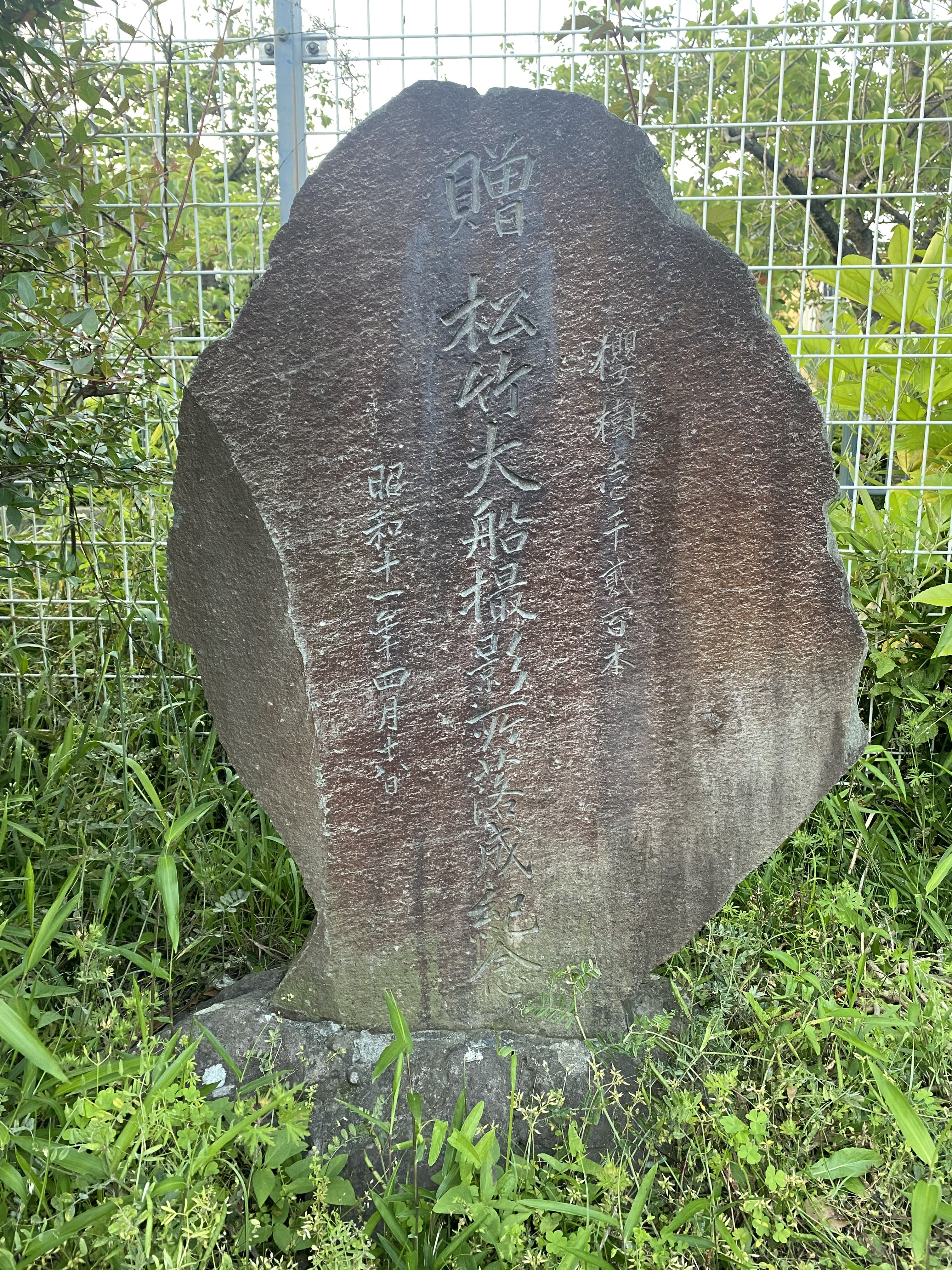
松竹大船撮影所落成記念の碑
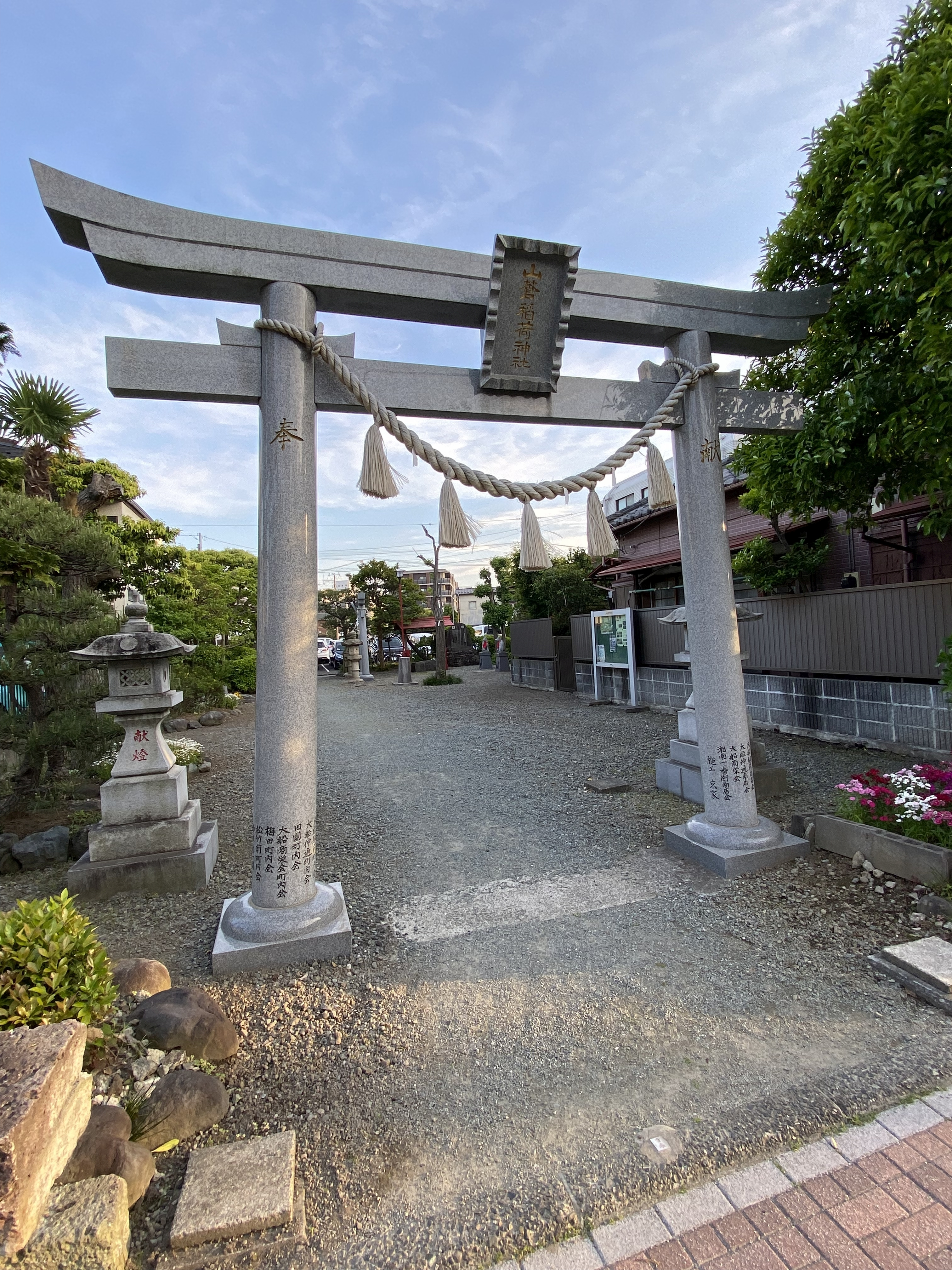
山蒼稲荷神社 外鳥居（2023年5月）
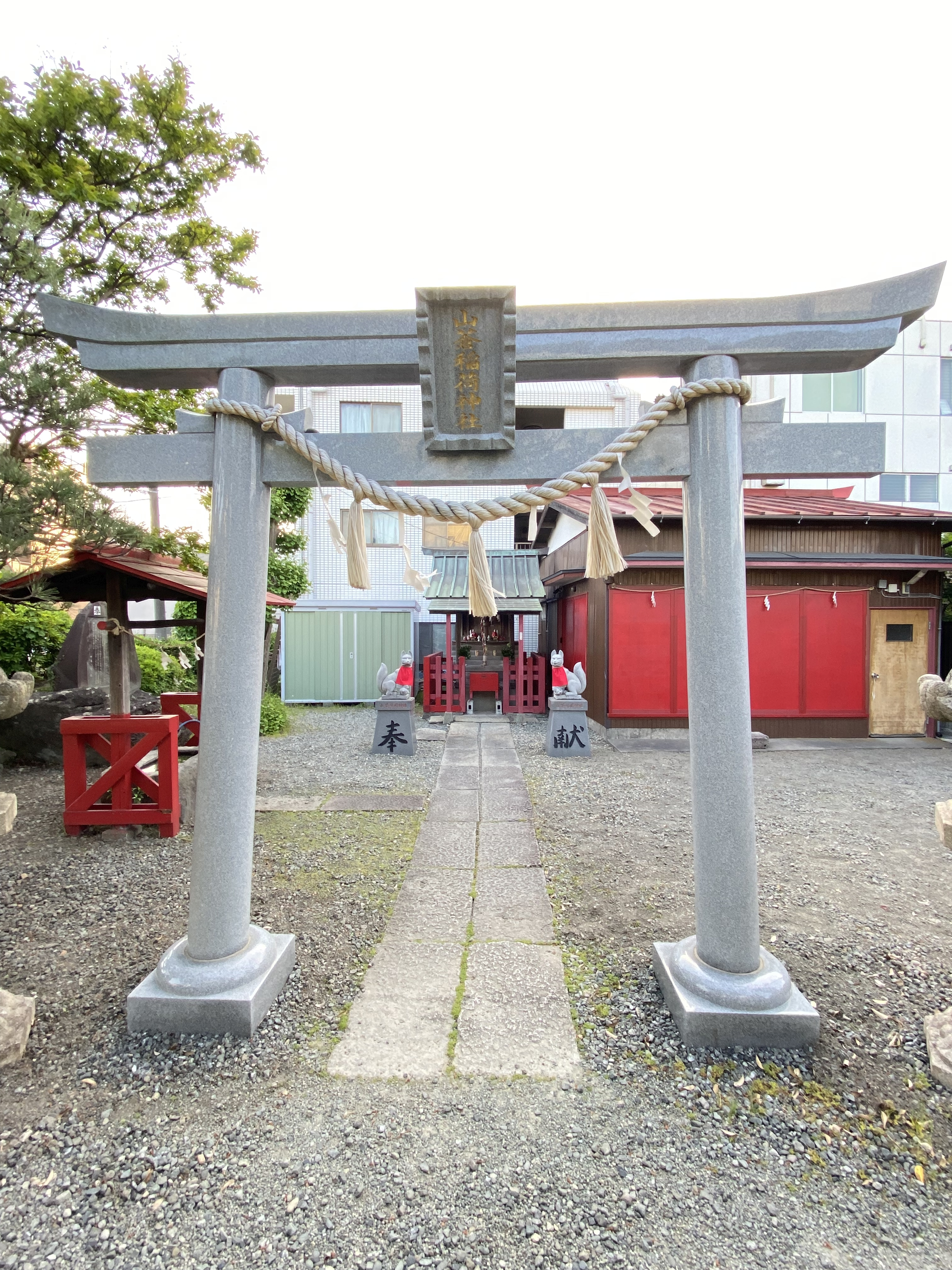
山蒼稲荷神社 境内（2023年5月）
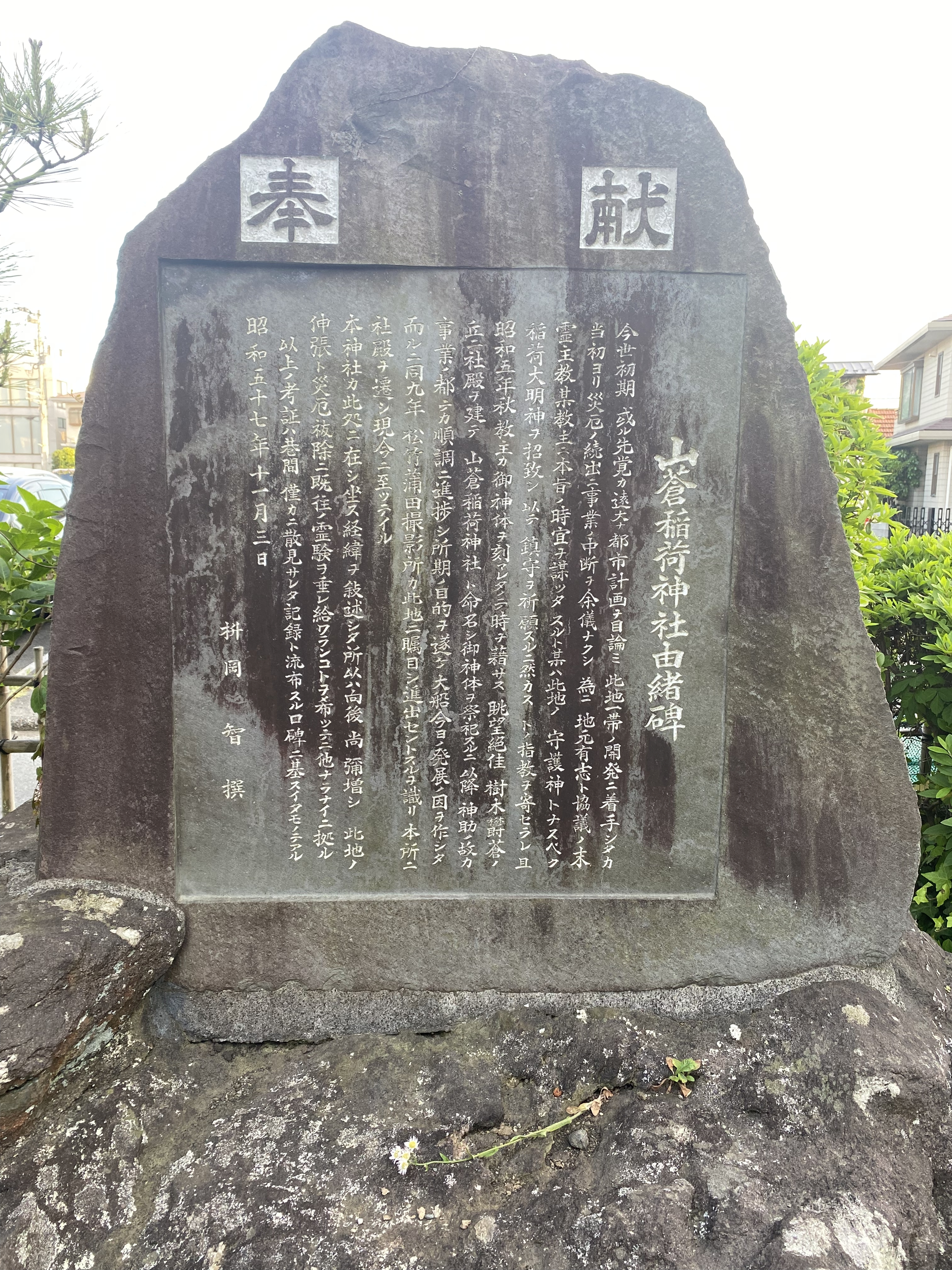
山蒼稲荷神社 由緒碑
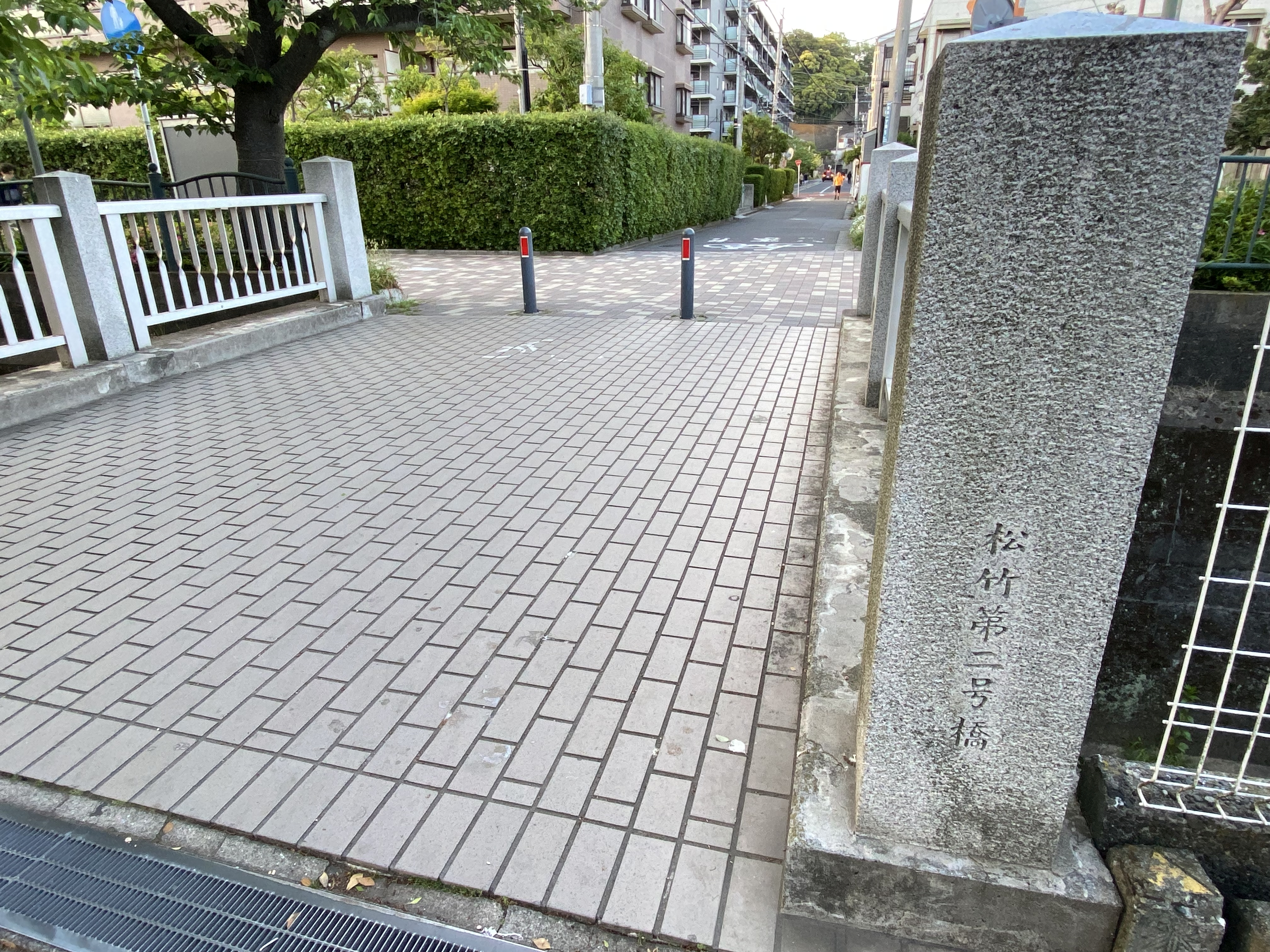
松竹第二号橋

## 鎌倉映画塾
次世代の映画界を担う人材を育てるため、1992年5月、大船撮影所内に開設された。プロデューサー、ディレクター、シナリオライター、カメラマン・ライトマン、アートデザイナー、録音・編集の6コースが設置され、入塾料は20万円、授業料は年60万円だった。二年制で、一年目は技術論や映画史などについて学び、二年目はシナリオ、映画製作などの実習を行った。初代塾長は松竹社長の奥山融で、監督の山田洋次、野村芳太郎、小栗康平、脚本家の山田太一、カメラマンの川又昂、高羽哲夫、プロデューサーの奥山和由ら、現役やOBの映画スタッフが講師をつとめた。募集人員は高校卒業以上の約50人で、開設当初は定員の4倍を超える応募があったが、やがて入塾希望者は減っていき、1999年春の募集は行われず、大船撮影所の閉鎖もあって2000年3月に閉校した。3月24日の卒業式では、最後の卒業生13人が自主製作作品「アー　ユー　レディ？」を発表した。卒業生は延べ200人ほどだった。閉校時の塾長は脇田茂がつとめていた。

## 跡地利用
戦後、撮影所の敷地に様々な施設が建てられた。1968年（昭和43年）12月9日、撮影所の正門左側の一部の敷地に30レーンの「大船松竹ボーリング場」が開場した。このボウリング場は1974年（昭和49年）8月に閉鎖され、そこに同年11月から1979年（昭和54年）10月まで「三越大船ファニチャーセンター」が営業した。
1981年（昭和56年）には、撮影所西側（大船駅側）の敷地に商業施設「松竹大船ショッピングセンター」が竣工。これは松竹不動産部業務の第一号であった。北側のA棟にはイトーヨーカドー大船店、南側のB棟1階には大船三越エレガンス（後、鎌倉三越。小型店舗）が核テナントとして、B棟2階には「味の街スタジオシティ」として14店の飲食店舗が入居し、6月3日に開店した。ショッピングセンターからは2009年3月1日に三越が閉店・撤退し、跡地には現在BOOKOFF SUPER BAZAAR 鎌倉大船店が入居している。
1993年（平成5年）10月1日に開館した鎌倉芸術館も、当初は大船撮影所の敷地の一部を賃貸して建設された。
2000年の完全閉鎖にともなって、残っていた敷地を学校法人鎌倉女子大学に売却し、現在この場所には鎌倉女子大学と鎌倉女子大学短期大学部の大船キャンパスとして使用されている。

## 所属した人物
あ
- 厚田雄春
- 阿部勉
- 石堂淑朗
- 磯田啓二
- 今村昌平
- 大島渚
- 大庭秀雄
- 小栗康平
- 小津安二郎

か
- 川島雄三
- 川邊一外
- 川又昂
- 城戸四郎
- 木下惠介
- 五所平之助
- 小林久三

さ
- 斎藤良輔
- 佐々木康
- 篠田正浩
- 渋谷実
- 島津保次郎
- 新藤兼人
- 鈴木清順

た
- 高羽哲夫

な
- 西河克己
- 野村芳太郎

は
- 橋田壽賀子
- 平松恵美子

ま
- 三上真一郎
- 三國連太郎
- 本木克英

やらわ
- 山田太一
- 山田洋次
- 山内静夫
- 吉田喜重
- 吉田剛
- 笠智衆

## 関連文献
- 高峰三枝子『人生は花いろ女いろ わたしの銀幕女優50年』主婦と生活社、1986年。ISBN 9784391109276。「第2章 懐かしの松竹大船撮影所」
- 山本若菜『松竹大船撮影所前松尾食堂』中央公論社、1986年。ISBN 9784120015267。中公文庫 2000年。ISBN 9784122036512
- 笠智衆『俳優になろうか 私の履歴書』日本経済新聞社、1987年。ISBN 9784532094423。

大船撮影所（小津先生の演出法、五所平之助監督、清水オヤジの演技指動、木下監督の処女作）
- 升本喜年『松竹映画の栄光と崩壊 大船の時代』平凡社、1988年。ISBN 9784795233775。
- 『日本の名随筆 別巻5 映画』作品社、1991年。ISBN 9784878938252。笠智衆「大船撮影所（抄）」
- 佐々木康『佐々木康の悔いなしカチンコ人生』けやき出版、1993年。ISBN 9784905942207。 大衆娯楽作品への道を決意―大船撮影所時代
- 丸岡澄夫『かながわシネマ風土記』神奈川新聞社〈かもめ文庫〉、1993年。ISBN 9784876451647。
- 斉藤正夫、田中康義、宮川昭司、山田太一、吉田剛ほか 編『人は大切なことも忘れてしまうから 松竹大船撮影所物語』マガジンハウス、1995年。ISBN 9784838702695。
- 山田太一『逃げていく街』マガジンハウス、1998年。ISBN 9784838708826。新潮文庫、2001年 ISBN 9784838702695。大船撮影所での思い出を書いた部分がある
- 吉村英夫『松竹大船映画 小津安二郎、木下恵介、山田太一、山田洋次が描く“家族”』創土社、2000年。ISBN 9784789300117。
- 荒井富雄『松竹大船大島組 プロデューサー奮戦記』現代書館、2000年。ISBN 9784768476864。
- 大澤光男『福祉と社会と人生と 鎌倉からのメッセージ12章』日新報道、2001年。ISBN 9784817404909。 さらば大船撮影所
- 中村公彦『映画美術に賭けた男』草思社、2001年。ISBN 9784794210951。
- 村松友視『今平犯科帳 今村昌平とは何者』日本放送出版協会、2003年。ISBN 9784140807996。 大船撮影所
- 清田昌弘『かまくら今昔抄 60話』冬花社、2007年。ISBN 9784925236331。
- 升本喜年『映画プロデューサー風雲録 思い出の撮影所、思い出の映画人』草思社、2012年。ISBN 9784794219329。
- 山田太一『月日の残像』新潮社、2013年。ISBN 9784103606086。新潮文庫、2016年。ISBN 9784101018270、大船撮影所の思い出について書かれた部分がある
- 升本喜年『小津も絹代も寅さんも 城戸四郎のキネマの天地』新潮社、2013年。ISBN 9784103333210。
- 荒井富雄『松竹青春物語 忘れ得ぬ戦後松竹黄金期』大空出版、2013年。ISBN 9784903175430。
- ミスターＫ 編『Walk de 柏尾川 上巻』神奈川新聞社、2014年。松竹大船撮影所
- 河野真理江『日本の<メロドラマ>映画 撮影所時代のジャンルと作品』森話社、2021年。ISBN 9784864051576。プロトタイプとしての「松竹大船調メロドラマ」の誕生